# Wasserstoffflugzeug

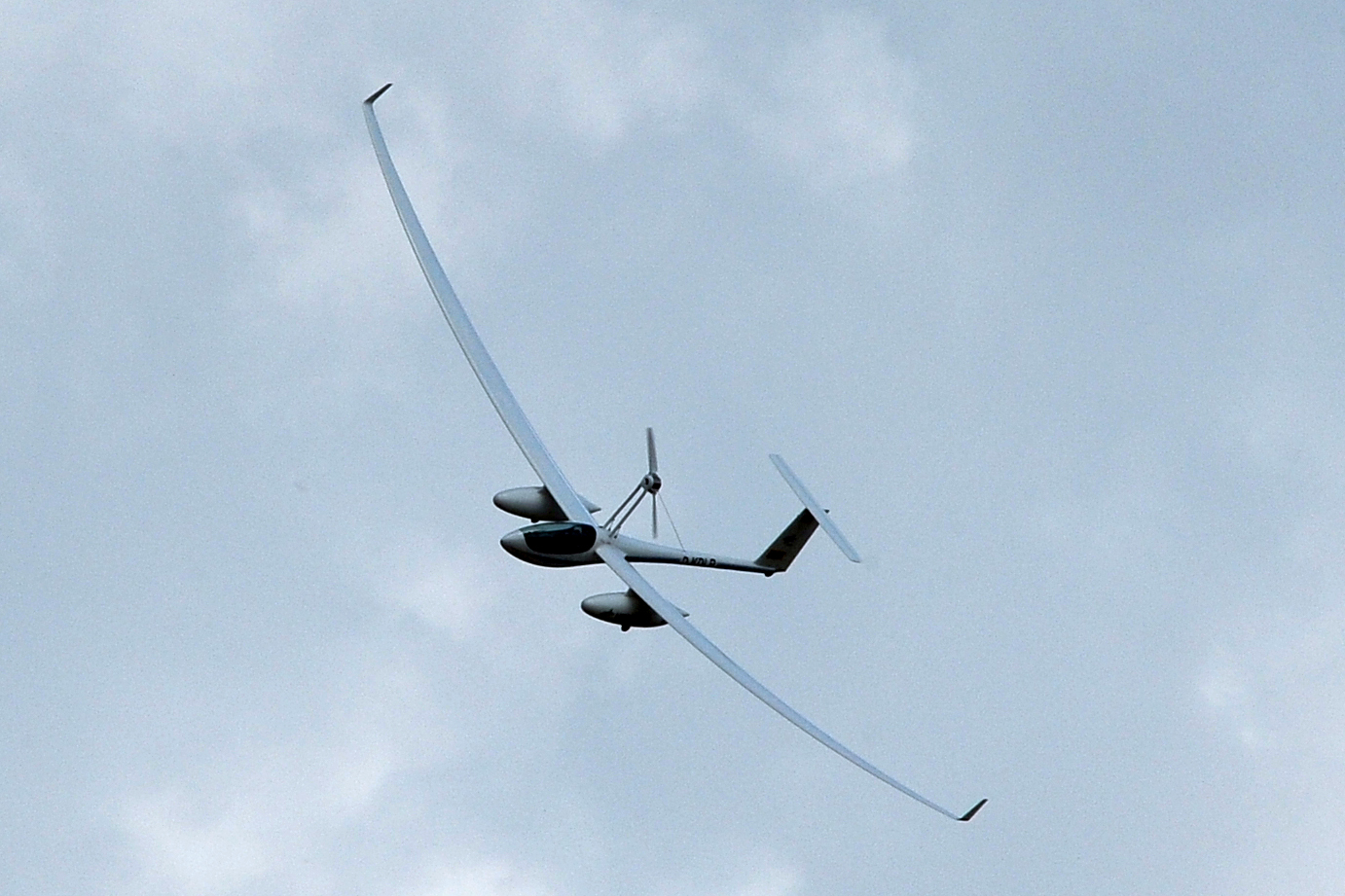
Die Antares DLR-H2, das weltweit erste bemannte und ausschließlich mit Brennstoffzellen angetriebene Flugzeug 2009 bei seinem Erstflug

Als Wasserstoffflugzeug wird ein Flugzeug bezeichnet, das als Treibstoff Wasserstoff nutzt. Gemeint sind nicht Luftschiffe, sondern Flugzeuge schwerer als Luft.
Außer der unmittelbaren Verbrennung kann auch eine Verstromung des Wasserstoffs mithilfe von Brennstoffzellen angewendet werden, wodurch Elektromotoren als Vortriebsmittel verwendet werden können. Bei einer Nutzung von sogenanntem grünem Wasserstoff, der aus regenerativem Strom erzeugt wird, ergibt sich eine klimafreundliche Antriebsform. Wasserstoff, insbesondere zusammen mit einer Brennstoffzelle verwendet, soll dabei ermöglichen die Nicht-CO2-Effekte zu senken, die beim Flugverkehr die größte Klimaschädigung ausmachen. Denn ein Flugzeug betankt mit Sustainable Aviation Fuel produziert annähernd genauso viele Nicht-CO2-Effekte wie eins betankt mit Kerosin.

## Geschichte
Unternehmen und Einrichtungen wie Tupolew, Boeing, das Deutsche Zentrum für Luft- und Raumfahrt (DLR), Lange Aviation und Airbus erforschten den Wasserstoffantrieb zu unterschiedlichen Zeitpunkten.

### Vor 2000
In den 1930er-Jahren gab es Versuche mit Raketenflugzeugen, deren Treibstoffgemische teilweise geheim blieben. Bei den Versuchen mit Flüssigkeitsraketenmotoren von Wernher von Braun und Hellmuth Walter wurden u. a. Gemische mit Wasserstoffverbindungen eingesetzt.
Bereits in den 1950er-Jahren gab es Pläne für ein mit Wasserstoff betriebenes Spionageflugzeug, die Lockheed CL-400 Suntan. Das Flugzeug sollte höher und schneller fliegen als die Lockheed U-2. Das Projekt wurde 1958 eingestellt.
In den 1980er-Jahren wurden bei Tupolew alternative Kraftstoffe für Strahltriebwerke im Rahmen der Weiterentwicklungen der Tu-154 in der Praxis erprobt. Dabei entstand der mit Flüssigwasserstoff bzw. Erdgas betriebene Prototyp Tu-155. Bei dieser dreistrahligen Maschine wurde das rechte Triebwerk nicht von Kerosin, sondern von Wasserstoff oder Erdgas angetrieben. Ihren ersten Flug mit Flüssigwasserstoff absolvierte die Tu-155 am 15. April 1988, ihren ersten Flug mit Erdgasantrieb am 18. Januar 1989.

### 2000 bis 2019
Unter dem Namen Cryoplane lief von 2000 bis 2002 ein Großprojekt von 36 Firmen, Hochschulen und Behörden unter der Führung von Airbus mit dem Ziel, die technische und wirtschaftliche Machbarkeit sowie Sicherheitsaspekte und die Umweltverträglichkeit von flüssigem Wasserstoff als Flugzeugkraftstoff zu untersuchen sowie Strategien für einen möglichst reibungslosen Wechsel zu diesem neuen Treibstoff zu erarbeiten. Der Name des Projektes leitet sich aus der Notwendigkeit ab, Wasserstoff auf mindestens −253 °C abzukühlen, um ihn in flüssigem Zustand zu halten.
An der Universität Stuttgart entwickelte das Institut für Flugzeugbau unter dem Projektnamen Hydrogenius einen mit Wasserstoff angetriebenen zweisitzigen Motorsegler. Die als gasförmiger Wasserstoff gespeicherte Energie sollte in Brennstoffzellen in Strom umgewandelt werden; ein Elektromotor sollte die Luftschraube antreiben. Mit dem Konzeptentwurf gelang dem Team um Rudolf Voit-Nitschmann im Jahr 2006 der Gewinn des Berblinger-Flugwettbewerbs der Stadt Ulm. Das daraus entwickelte Flugzeug e-Genius flog im Mai 2011.
Im Jahr 2007 hatte das auf dem Smartfish-Konzept basierende unbemannte Versuchsflugzeug HyFish seinen Erstflug in der Nähe von Bern. HyFisch ist 1,2 m lang und hat eine 1 kW leistende Polymerelektrolyt-Brennstoffzelle.

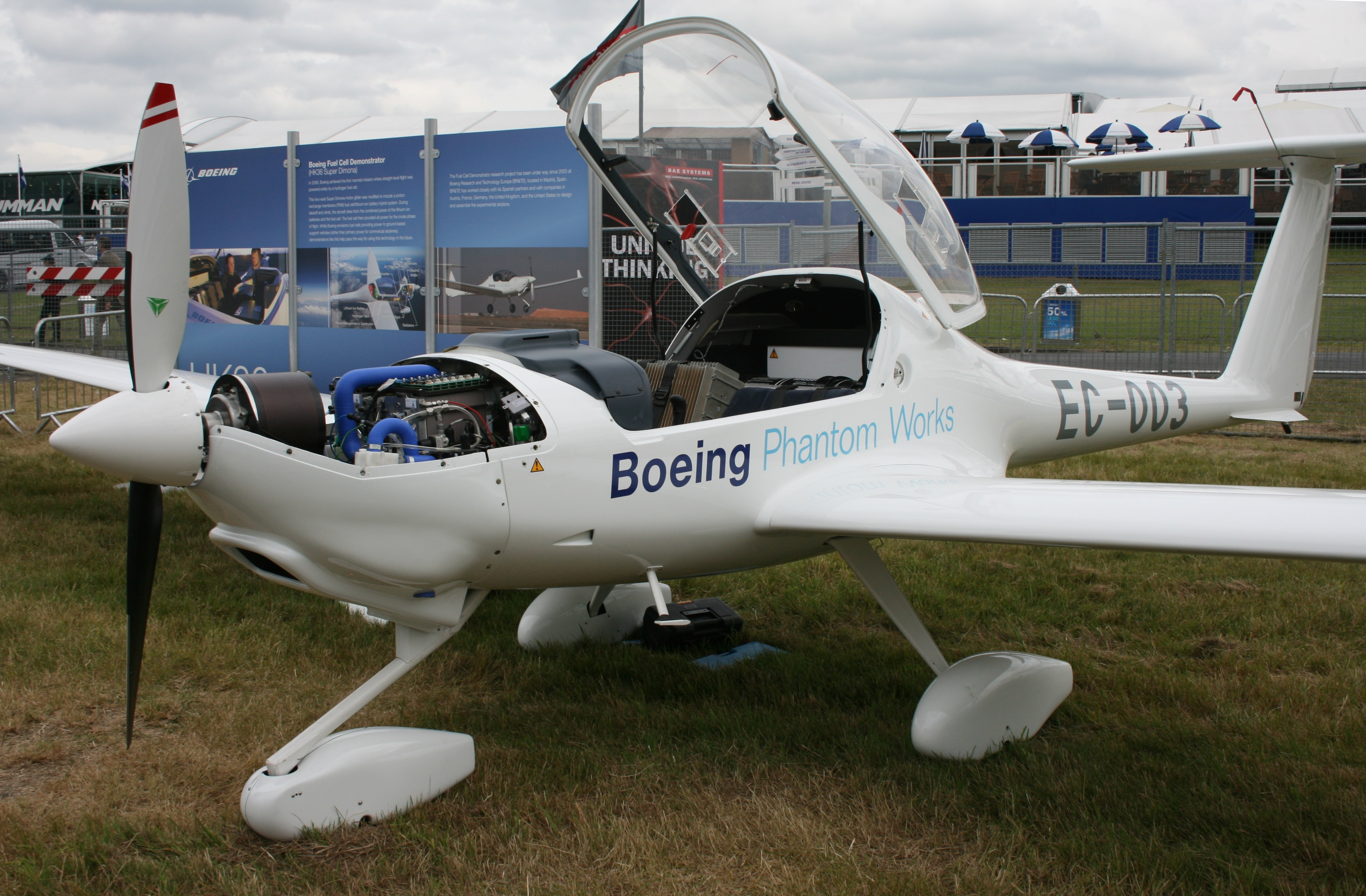
Eine von Boeing auf Elektroantrieb umgerüstete Diamond HK36, deren Brennstoffzellensystem genug Leistung für den Horizontalflug lieferte

Ab Februar 2008 testete Boeing mit der Phantom Works auf Basis einer Diamond HK36 ein bemanntes Elektro-Flugzeug, das durch Strom aus einer Batterie und einem Brennstoffzellensystem angetrieben wurde. Die Leistungsabgabe der Brennstoffzellen war dabei für den Horizontalflug ausgelegt. Der Steigflug erfolgte mit zusätzlicher Energie aus einer Lithium-Ionen-Batterie. Im Juli 2010 stellte Boeing den wasserstoffgetriebenen Phantom Eye vor, ein ausdauerndes, unbemanntes Aufklärungsflugzeug für große Höhen. Das Antriebssystem bestand nun aus zwei Verbrennungsmotoren, die mit Wasserstoff angetrieben wurden.

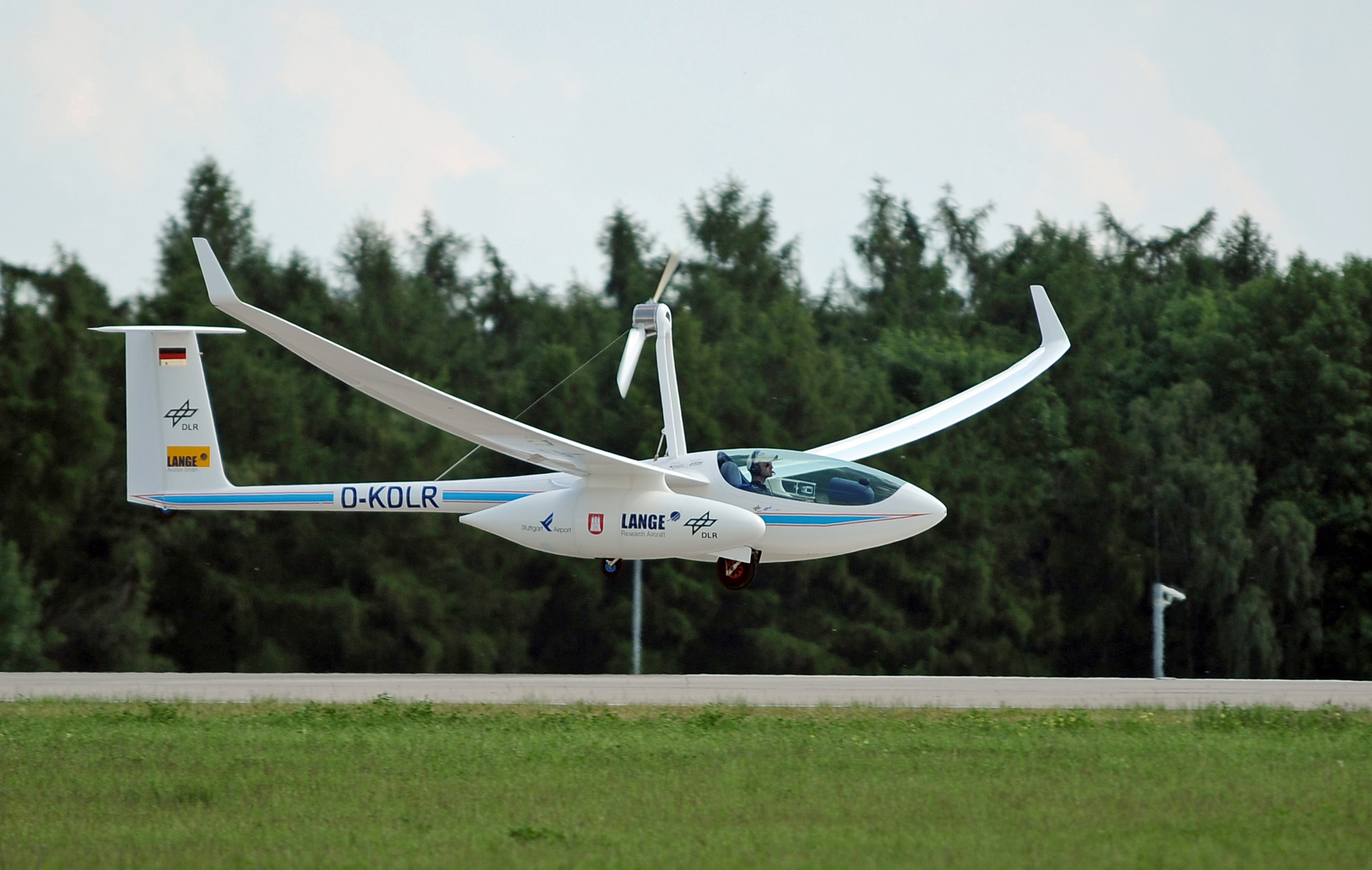
Das von Brennstoffzellen angetriebene Elektro-Flugzeug Antares DLR-H2

Lange Aviation gemeinsam mit dem Deutsche Zentrum für Luft- und Raumfahrt (DLR) hatte unterdessen auf Basis einer Antares 20E mit der Antares DLR-H2 das weltweit erste bemannte und auch beim Start ausschließlich mit Brennstoffzellen angetriebene Flugzeug entwickelt. Der Erstflug, gesteuert von Pilot Axel Lange, erfolgte am 7. Juli 2009 in Hamburg. Mit einer Flughöhe von 2558 Metern stellte die DLR-H2 am 21. November 2009 in Zweibrücken pilotiert von Axel Lange einen Höhenrekord auf und bewies erstmals mit einem kompletten Flugzyklus die Funktionsfähigkeit unter Unterdruckbedingungen. Am 8. Juni 2010 absolvierte die Antares DLR-H2 eine ununterbrochene Flugstrecke von 380 km mit Wasserstoffantrieb. Der Flug startete in Zweibrücken und führte zum Auftanken nach Hof. Von dort wurde die Reise am nächsten Tag zur Internationalen Luft- und Raumfahrtausstellung Berlin (ILA 2010) fortgesetzt. Die Antares DLR-H2 landete noch am selben Tag auf der ILA 2010, führte während der Messe Demonstrationsflüge durch und verließ den Flughafen Berlin-Schönefeld für einen Direktflug nach Stuttgart. Die Maschine hatte in zwei zusätzlichen Außenlastbehältern Wasserstofftanks und ein hocheffizientes Brennstoffzellensystem. Ein bürstenloser Elektromotor wurde von Brennstoffzellen mit Strom versorgt, die eine maximale Leistung von 25 kW und eine Dauerleistung von über 20 kW lieferten. Die Gesamteffizienz von Wasserstoff bis zur Welle des Elektromotors beträgt rund 44 %. In den folgenden 2010er-Jahren wurde das Potential der Wasserstofftechnologie in der Luftfahrt aufgrund der nun forcierten Energiewende nochmals wichtiger.

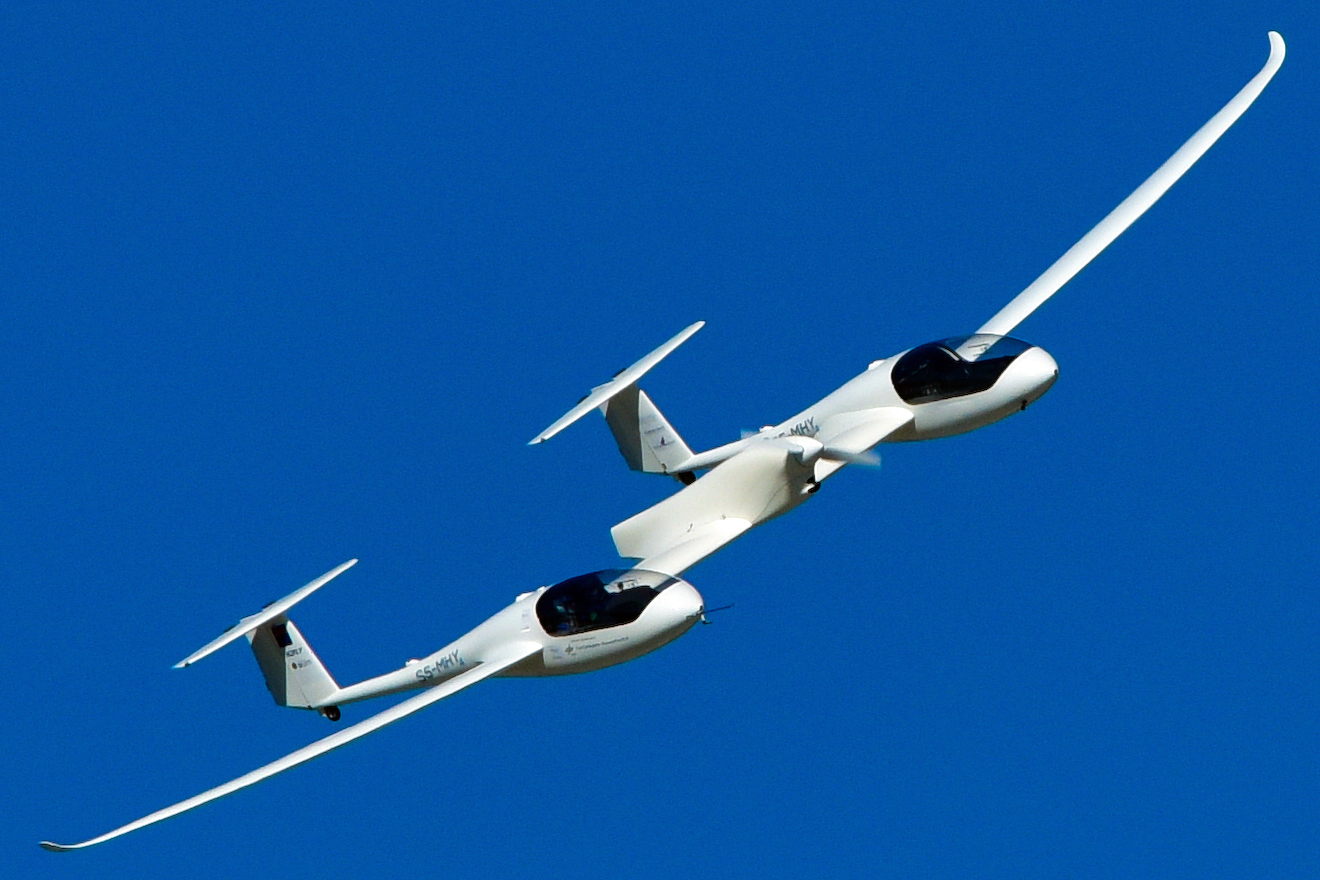
Das Wasserstoff-Brennstoffzellen-Flugzeug HY4 beim Erstflug am 29. September 2016 über dem Flughafen Stuttgart

Es folgte am 12. Oktober 2015 das Konzept eines viersitzigen Brennstoffzellen-/Batterie-Passagierflugzeuges HY4. Dieses wurde mit Partnern aus öffentlichen Forschungseinrichtungen, Universitäten und Industrie entwickelt und kann je nach Speichertechnologie bei einer Reisefluggeschwindigkeit von 165 km/h eine Strecke von 750 bis 1500 km zurücklegen, mit vier Passagieren. Am 29. September 2016 gelang der Erstflug.

### Ab 2020
Eines der bis dahin größten bisherigen Brennstoffzellenflugzeuge war eine umgebaute Piper PA-46, die 2020 abhob. Diese wurde von ZeroAvia im Rahmen des britischen Projektes HyFlyer gebaut.
Im Januar 2021 erfolgte ein Forschungsauftrag für das Projekt BALIS an die DLR für einen Versuchstand bzw. Antriebsstrang für ein Wasserstoffflugzeug auf Brennstoffzellenbasis mit 1500 kW aufzubauen. Diese Entwicklungsarbeiten werden vom deutschen Wirtschaftsministerium mit 26 Millionen Euro gefördert.
Das bisher größte Wasserstoffflugzeug mit Brennstoffzellen hob etwa am 20. Januar 2023 vom Cotswold Airport im englischen Gloucestershire erstmals ab. Es handelt sich dabei um eine von ZeroAvia umgebaute Dornier 228, im Rahmen des Programms HyFlyer II von der britischen Regierung.

### WeltumrundungClimate Impulse
Anfang Februar 2024 gab Bertrand Piccard den Plan bekannt, mit dem Wasserstoffflugzeug Climate Impulse die Welt nonstop zu umrunden. Er wolle ein Zeichen setzen gegen „Pessimismus und Untätigkeit in Sachen Umweltschutz“. Der Flug könnte bis 2028 machbar sein, die Arbeit am Projekt habe schon drei Jahre zuvor begonnen.
Piccard arbeitet mit Industriepartnern zusammen wie Airbus, Daher, Capgemini und Ariane Group.

### Weitere Planungen
Nach Planungen von Mitte Juni 2021 wollte Airbus bis 2025 mit einem Wasserstoffflugzeug in den Probebetrieb gehen, um schließlich bis etwa 2030 oder bis 2035 kommerzielle Flugzeuge auf den Markt bringen zu können. Die Entwicklung des Airbus "ZEROe" Demonstrators begann im Februar 2022. Im Juni 2023 wurde der Brennstoffzellenblock mit 1,2 Megawatt fertiggestellt, im Oktober der 1 Megawatt elektrischen Antrieb, und im Dezember verbunden. Stand 2024 soll der Antrieb 2026 in den speziell für Flugerprobungen konzipierten A380 MSN 001 eingebaut werden. Anfang 2025 pausierte bzw. reduzierte Airbus sein Programm für unbestimmte Zeit, da die Technik nicht so schnell vorankommt wie ursprünglich gedacht.
ZeroAvia plant 20-sitzige Regionalflugzeuge und später bis 100-sitzige Wasserstoffflugzeuge für Langstrecken auf den Markt zu bringen.
Lange Aviation entwickelt für die Lange Research Aircraft GmbH die mit sechs Elektromotoren ausgestattete Antares E2, die ihre Energie ausschließlich aus Wasserstoff gewinnt.

## Technologie

### Verbrennung oder Elektroantrieb über Brennstoffzellen
Bei der konventionellen Verbrennung von Kerosin entsteht neben anderen Abgasen klimaschädliches CO2. Alternativ kann Wasserstoff in einem Verbrennungsantrieb verwendet werden, wobei kein CO2 entsteht, weil im Brennstoff kein Kohlenstoff enthalten ist. Allerdings entstehen durch diese Verbrennung dennoch Abgase als Stickoxide und der Wirkungsgrad ist relativ gering.
Der technisch elegantere Weg ist die indirekte Nutzung des Wasserstoffs mithilfe von Brennstoffzellen, weil dabei keine Abgase entstehen, sondern nur Wasserdampf. Dabei wird aus dem Wasserstoff über die Brennstoffzellen zunächst Strom gewonnen, der dann ein Flugzeug über Elektromotoren antreibt. Beim Einsatz von H2-Zellen kann Strom, Wasser und Inertgas damit erzeugt werden.

### Vorteile
Da Wasserstoff bei gleicher Masse das 2,8-fache an Energie enthält wie Kerosin, würde ein Wasserstoffflugzeug bei gleicher Reichweite erheblich weniger Treibstoffmasse benötigen als eine heutige Maschine und könnte somit den Transport höherer Nutzlasten ermöglichen. Dennoch wäre das nötige Tank-Volumen für H2 flüssig um den Faktor 3,4 größer. D. h. für einen Atlantikflug einer Boeing 707 (90.000 l Kerosin), wären 304 m³ flüssiges H2 nötig, was technisch nicht zu machen ist. Allerdings wäre als Ersatz für eine Standard Airbus-A320-Familie oder eine Boeing 737 das Tankvolumen durchaus ausreichend.
Wasserstoff verbrennt ohne Emission von Kohlendioxid, Kohlenmonoxid und Kohlenwasserstoffen, daher hätten Wasserstoffflugzeuge im Hinblick auf diese Stoffe deutlich geringere schädliche Auswirkungen auf die Umwelt. Ein möglicher wirtschaftlicher Vorteil ergibt sich hieraus, wenn Regierungen – z. B. zur Umsetzung der Vereinbarungen der Pariser Klimaziele zur Bekämpfung des Klimawandels – Förderungsmaßnahmen für emissionsarme Technologien beschließen. Allerdings entstehen bei der Verbrennung mit Luft weiterhin Wasserdampf (Kondensstreifen, bei gleicher Turbinenleistung sogar intensiver) und Stickoxide.
Im Brandfall wird die Tatsache als Vorteil angesehen, dass Wasserstoff bei Temperaturen über −253 °C gasförmig und leichter als Luft ist. Die Bildung von Brandteppichen, wie sie bei auslaufendem Kerosin auftritt, wäre ausgeschlossen, da austretender Wasserstoff schnell nach oben entweicht, sodass Rettungskräfte leichter zu einer am Boden havarierten Maschine vordringen könnten.

### Nachteile
Das spezifische Volumen von Wasserstoff ist auch im flüssigen Zustand noch viermal größer als das von Kerosin. Dies hat zur Folge, dass entweder weniger Raum für Nutzlasten verbleibt oder dass die Rümpfe von Wasserstoffflugzeugen entsprechend größer ausgelegt werden müssten. Darüber hinaus müssen Tanks, in denen flüssiger Wasserstoff transportiert werden soll, beim heutigen Stand der Technik Kugel- oder Zylinderform haben. Damit ist eine Unterbringung der Tanks in den Tragflächen – wie es heute bei Kerosintanks der Fall ist – nur noch begrenzt möglich. Dies führt dazu, dass neue Positionen für die Unterbringung der Treibstofftanks gefunden werden müssen. Diskutiert wird derzeit (2006) z. B. über einen Einbau im Rumpf oberhalb der Passagier- bzw. Frachtkabine.
Das Clean-Sky-Forschungsprojekt geht davon aus, dass mittelfristig Wasserstoffflugzeuge nur bis 10.000 km Flugstrecke eingesetzt werden können, darüber hinaus nur Flugzeuge mit E-Fuels.
Wenn Wasserstoff verbrannt wird, entstehen möglicherweise noch mehr langlebige Kondensstreifen-Zirren, die den größten Beitrag des Luftverkehrs zur globalen Erwärmung beisteuern. Bei der Verbrennung von Wasserstoff entsteht dreimal mehr Wasserdampf als bei Kerosin. Andererseits verursacht ein Wasserstoffantrieb keine Partikelemissionen, was die Klimawirkung wieder senkt. Bei Verwendung einer Brennstoffzelle entstehen außer Wasserdampf keine anderen Emissionen mehr. Da die Prozesse innerhalb der Brennstoffzelle auf deutlich niedrigerem Temperaturniveau ablaufen als bei der Wasserstoffverbrennung, tritt vermehrt flüssiges Wasser aus, welches wieder zur Brennstoffzelle zurückgeführt werden könnte, um der Brennstoffzelle eine gewisse Feuchtigkeit zuzuführen, die in großer Höhe nicht gegeben ist.
Aufgrund der hohen Verbrennungstemperatur von Wasserstoff entstehen bei der Verbrennung mit Luft umweltschädliche Stickoxide.
Der Einsatz von Wasserstoff als Treibstoff bedingt neue Konstruktionen für Tanks, Kraftstoffsysteme und Triebwerke der Maschinen sowie eine neue Technik der Betankung an Flughäfen. Die für die Automobiltechnik entwickelten Konzepte, z. B. leichte Drucktanks, können abgewandelt auch in der Flugzeugtechnik eingesetzt werden.
Wasserstoff muss energieaufwändig hergestellt werden, dabei können weitere Nachteile auftreten. Im Jahr 2006 geschah dies aus Erdgas unter Kohlendioxid-Freisetzung. Die Herstellung aus Biomasse, die nur begrenzt zur Verfügung steht, ist im Versuchsstadium. Eine Herstellung durch Elektrolyse mit Strom aus erneuerbaren Energiequellen ist bei Überkapazitäten wirtschaftlich (Power-to-Gas).